# Pomadasys taeniatus
Pomadasys taeniatus är en fiskart som beskrevs av Mckay och Randall, 1995. Pomadasys taeniatus ingår i släktet Pomadasys och familjen Haemulidae. Inga underarter finns listade i Catalogue of Life.